# Gyllenbreider
Gyllenbreider var en svensk adelsätt från Småland. 
Släkten anses härstamma från den äldre adliga ätten Breide från Holstein. Bröderna Erik och Henrik Breedh adlades 18 september 1678. Det sägs att de tillhörde ätten Breide (eller rättare sagt en "holsteinsk adlig ätt de Breider".

## Mikael Breedh (de Breider)
Nämnd som Mikael de Breider till Ankarsrum; född 1599 i Holstein; finns år 1623 angiven som knekt, ryttare, bonde, krögare i Gamleby; arrenderade gården Gunnestad av kronan, och det var med säkerhet där som familjen bodde då han inte var ute i krig.

## Erik Breedh, adlad Gyllenbreider
Född 1627 på Åby gård i Gamleby. Han var löjtnant vid Östgöta kavalleriregemente 1675. Han blev tillfångatagen och förd till Köpenhamn. Efter att han blev frisläppt adlades han 18 september 1678 med namnet Gyllenbreider av Karl XI. Erik uppvaktade hos riksrådet Arvid Wittenberg under Karl X Gustafs krig i Polen. Fick under polska kriget under marsch mot Krakow 1656 många blessyrer, samt plundrades och bortfördes av tatarer som fånge till Zamoisk, överlevde och återkom 1658 till Sverige

## Henrik Breedh, adlad Gyllenbreider
Född 1633 i Gamleby, ryttare vid Smålands kavalleri 1661. Han var kvartersmästare vid Östgöta kavalleri 1675 och löjtnant vid dito 1678. Adlad samma år jämte brodern Erik, fast ointroducerad. Han var bosatt på Rispetorp, Hallingeberg. Hans begravningsvapen finns i Hallingebergs kyrka. Död 26 oktober 1698 på Rispetorp. 